# Paraptenomela lecourti
Paraptenomela lecourti är en skalbaggsart som beskrevs av Soula 2002. Paraptenomela lecourti ingår i släktet Paraptenomela och familjen Rutelidae. Utöver nominatformen finns också underarten P. l. occidentalis.